# Wacłau Stankiewicz
Wacłau Stankiewicz, biał. Вацлаў Станкевіч, lit. Vaclav Stankevič (ur. 6 sierpnia 1954 w Orleniętach w rejonie smorgońskim na Białorusi) – litewski polityk i samorządowiec białoruskiego pochodzenia, poseł na Sejm Republiki Litewskiej (2000–2008), następnie do 2014 konsul generalny Litwy w Królewcu.

## Życiorys
Urodził się na Grodzieńszczyźnie, jednak w wieku czterech lat wraz z rodziną przeprowadził się na Litwę. W 1971 ukończył szkołę średnią w podwileńskich Bujwidzach, po czym rozpoczął naukę w szkole marynarskiej w Kłajpedzie, której absolwentem został w 1978. Od 1978 do 1984 kontynuował studia w instytucie technicznym w Królewcu, a w latach 1985–1991 studiował ekonomię na tejże uczelni. W 1974 rozpoczął pracę w przedsiębiorstwie Litrybprom, którą kontynuował aż do początków transformacji ustrojowej.
W 1992 został wiceprezesem zarządu spółki akcyjnej Klaipėdos transporto laivynas. Od 1997 do 2000 zasiadał w radzie miejskiej Kłajpedy, był wówczas przewodniczącym komisji gospodarki. Został wybrany z listy koalicyjnej Litewskiego Sojuszu Obywatelskiego i Związku Rosjan Litwy. W 2000 po raz kolejny uzyskał mandat – tym razem z ramienia Nowego Związku.
W 2000 wstąpił do Nowego Związku, z którego listy był wybierany w 2000 i 2004 do Sejmu. Pełnił funkcję przewodniczącego parlamentarnej komisji ds. kontaktów z NATO. W 2008 nie ubiegał się o reelekcję, następnie pełnił funkcję konsula generalnego Litwy w Królewcu. Misję zakończył w 2014.

## Odznaczenia
W 2008 został odznaczony Krzyżem Oficerskim Orderu Zasługi Rzeczypospolitej Polskiej.